# Nonea ovczinnikovii
Nonea ovczinnikovii är en strävbladig växtart som beskrevs av A.P. Chukavina. Nonea ovczinnikovii ingår i släktet nonneor, och familjen strävbladiga växter. Inga underarter finns listade i Catalogue of Life.